# EMD SD39
La EMD SD39 es una locomotora diésel-eléctrica de 6 ejes construida por General Motors Electro-Motive Division entre agosto de 1968 y mayo de 1970. Se construyeron 54 ejemplares de este modelo para los ferrocarriles estadounidenses.
En 1966, EMD actualizó su catálogo de locomotoras con modelos enteramente nuevos, todos motorizados con el nuevo motor diésel 645 diesel. Incluían los modelos de seis ejes SD38, SD40, SDP40 y SD45. La SD39 fue agregada al catálogo EMD en 1968. Todas compartían componentes estandarizados, incluyendo el chasis, bojes, motores de tracción y freno de aire. La principal diferencia era la potencia de salida: SD38 = 2000 hp (1.490 kW) con un V16 atmosférico, SD39 = 2300 hp (1.720 kW) con un V12 turbo, SD40 = 3000 hp (2.240 kW) con un V16 turbo, y SD45 = 3600 (2.680 kW) con un V20 turbo. De estos modelos con una plataforma común, la SD39 tenía el motor principal más pequeño, y por lo tanto, tenía más espacio sin usar sobre el chasis, entre el motor y generador y la cabina eléctrica, y en el exterior en forma de grandes "porches".
El 1 de enero de 1972, debutaron los modelos actualizados Dash-2. No se recibieron pedidos por una SD39-2.
Una variante fue la SDL39, pedida especialmente por el Milwaukee Road. Considerablemente más corta que la SD39, fueron diseñadas para minimizar el peso por eje.

## Propietarios originales
| Ferrocarril                                  | Cantidad | Números   | Notas                                                    |
| -------------------------------------------- | -------- | --------- | -------------------------------------------------------- |
| Atchison, Topeka and Santa Fe Railway        | 20       | 4000-4019 |                                                          |
| Illinois Terminal Railroad                   | 6        | 2301-2306 | Pan Am Railways actualmente opera la SD39 BM 690 Ex 2301 |
| Minneapolis, Northfield and Southern Railway | 2        | 40-41     | #40 actualmente usada por el Progressive Rail            |
| Southern Pacific Transportation Company      | 26       | 5300-5325 |                                                          |
| Total                                        | 54       |           |                                                          |